# Setosellina roulei
Setosellina roulei is een mosdiertjessoort uit de familie van de Setosellinidae. De wetenschappelijke naam van de soort is voor het eerst geldig gepubliceerd in 1906 door Calvet.